# 豹紋烏賊
豹紋烏賊（学名：Sepia pardex）为烏賊科烏賊屬下的一个种。

## 扩展阅读
- 維基物種上的相關：豹紋烏賊